# ريكاردو باتريس
ريكاردو باتريس (بالإيطالية: Riccardo Patrese)‏ مواليد 17 أبريل 1954، هو سائق فورملا 1 إيطالي سابق كان قد بدأ مسيرته الاحترافية عام 1977. كان أول سباق له هو جائزة إيطاليا الكبرى 1977، حقق أول فوز له في جائزة إيطاليا الكبرى 1982. خاض خلال مسيرته 257 سباقاً.

## روابط خارجية
- ريكاردو باتريس على موقع Racing-Reference.info (الإنجليزية)
- ريكاردو باتريس على موقع DriverDB.com (الإنجليزية)